# Vanheerdea
Vanheerdea é um género botânico pertencente à família Aizoaceae.